# Cianorte (microregio)
Cianorte is een van de 39 microregio's van de Braziliaanse deelstaat Paraná. Zij ligt in de mesoregio Noroeste Paranaense en grenst aan de microregio's Campo Mourão, Goioerê, Umuarama, Paranavaí en Floraí. De microregio heeft een oppervlakte van ca. 4.074 km². In 2006 werd het inwoneraantal geschat op 155.363.
Elf gemeenten behoren tot deze microregio:
- Cianorte
- Cidade Gaúcha
- Guaporema
- Indianópolis
- Japurá
- Jussara
- Rondon
- São Manoel do Paraná
- São Tomé
- Tapejara
- Tuneiras do Oeste

Mesoregio's: Centro Ocidental Paranaense · Centro Oriental Paranaense · Centro-Sul Paranaense · Metropolitana de Curitiba · Noroeste Paranaense · Norte Central Paranaense · Norte Pioneiro Paranaense · Oeste Paranaense · Sudeste Paranaense · Sudoeste Paranaense

Microregio's: Apucarana · Assaí · Astorga · Campo Mourão · Capanema · Cascavel · Cerro Azul · Cianorte · Cornélio Procópio · Curitiba · Faxinal · Floraí · Foz do Iguaçu · Francisco Beltrão · Goioerê · Guarapuava · Ibaiti · Irati · Ivaiporã · Jacarezinho · Jaguariaíva · Lapa · Londrina · Maringá · Palmas · Paranaguá · Paranavaí · Pato Branco · Pitanga · Ponta Grossa · Porecatu · Prudentópolis · Rio Negro · São Mateus do Sul · Telêmaco Borba · Toledo · Umuarama · União da Vitória · Wenceslau Braz